# ラヴレッシブ
『ラヴレッシブ』は、2013年2月28日にスミレより発売された18禁美少女アドベンチャーゲーム。

## ストーリー
主人公の大神要が通う風乃和学園で2月14日に結月仔虎、音無玲緒、鷹羽涼、竹澄真桜の4人から交際を迫られ、肉食系乙女たちの戦いの火蓋が切られる。

## 登場人物

### 主人公
藤大神 要（おおかみ かなめ）

### メインヒロイン
結月 仔虎（ゆいづき ことら）
声 - 藤森ゆき奈
身長：158cm B82/ W55/ H82
近所に住む幼馴染。
音無＝Ophilia＝玲緒（おとなし＝オフィーリア＝れお）
声 - 小倉結衣
身長：163cm B89/ W56/ H85
お嬢様の家柄だが素直な女の子。
鷹羽 涼（たかは りょう）
声 - 白雪碧
身長：170cm B75/ W54/ H75
超麒麟児の1コ下の後輩で頭脳明晰容姿端麗のツリ目。
竹澄 真桜（たけすみ まお）
声 - 上田朱音
身長：153cm B93/ W57/ H86
天然和み系の先輩。

### サブヒロイン
灰沢 恵那（はいざわ えな）
声 - 桃也みなみ
身長：150cm B75/ W54/ H75
気の使える優しいクラスメイト。
加賀 巳稀（かが みき）
声 - 手塚りょうこ
身長：165cm B78/ W55/ H80
情報通のクラスメイト。

### サブキャラクター
坂又 澄・海・藍（さかまた すみ・うみ・あい）
声 - 佐倉江美・水霧けいと・中家志穂
身長：148cm B71/ W52/ H73
三つ子の先輩。
秋野 豹悟（あきの ひょうご）
声 - 陸奥出流
要と仔虎の友人。